# Rejtőző gerle
A rejtőző gerle (Streptopelia decipiens) a madarak osztályának galambalakúak (Columbiformes) rendjéhez és a galambfélék (Columbidae) családjához tartozó faj.

## Előfordulása
Angola, Benin, Botswana, Burkina Faso, Burundi, Dél-Szudán, Kamerun, a Közép-afrikai Köztársaság, Csád, a Kongói Demokratikus Köztársaság, Dzsibuti, Eritrea, Etiópia, Gambia, Ghána, Bissau-Guinea, Kenya, Malawi, Mali, Mauritánia, Mozambik, Namíbia, Niger, Nigéria, Ruanda, Szenegál, Szomália, a Dél-afrikai Köztársaság, Szudán, Tanzánia, Togo, Uganda, Zambia és Zimbabwe területén honos.

## Megjelenése
Egy közepes nagyságú galambfaj, testhossza elérheti a 31 centimétert is. A háta, szárnyai és farka halvány barna. Feje szürke, melle rózsaszín. Tarkóján egy fekete gallér található fehér széllel. Szeme körüli csupasz a bőre és a lába piros.

## Életmódja
Tápláléka fűmagvakból, gabonából és más növényekből áll, melyeket a leggyakrabban a földön fogyaszt. Ellentétben számos ebbe a nembe tartozó fajjal, társaságkedvelő és gyakran táplálkozik csoportosan.

## Szaporodása
Fészkét vékony ágakból készíti. Fészekalja 2 fehér tojásból áll.
|  |